# ألابندا (مسرحية)
ألابندا هي مسرحية كوميدية إنتاج 1998 بطولة علاء ولي الدين ومحمد هنيدي ودينا وهاني رمزي وشريف منير وماجدة زكي وأحمد عيد والمغنية المعتزلة منى عبد الغني وأحمد السقا.

## القصة
تدور احداث المسرحية في قالب غنائي كوميدي في حي شعبي يعيش به رمزي الذي يؤلف مسرحية ويحاول تقديمها إلى أهل الحي، إلا أن الضابط شريف يزيل الإعلان الخاص بالمسرحية.

## بطولة
- محمد هنيدي: كويس
- دينا:كريمة زغاريد
- علاء ولي الدين:حاتم
- شريف منير: الظابط شريف
- ماجدة زكي: كروانة

- أحمد السقا: أحمد / الحاج أحمد
- هاني رمزي: رمزى
- أحمد عقل
- عادل برهام
- أحمد عيد:الشاويش تيمور

- منى عبد الغني: منى
- فتحي سعد: الجار المسطول
- وفاء السيد
- فاطمة كشري
- محمد الفقي:وليد